# Maranathakerkbuurt
Maranathakerkbuurt is een wijk in de Noord-Hollandse gemeente Hilversum. De wijk telt volgens het CBS 4740 inwoners (2008). Echte Hilversummers spreken overigens over de Vogelbuurt of Vogelenbuurt, hoewel een deel van de straten die vernoemd zijn naar vogels buiten de Maranathakerkbuurt vallen.
De Maranathakerk zelf, naar een ontwerp van architectenbureau Middag, is in 1983 gesloopt.
Tot de buurt behoort onder andere de Merelstraat met de Nassauschool. Andere straten zijn onder andere Adelaarstraat, Duivenstraat, Jan van der Heijdenstraat (oostzijde ten zuiden van Lorentzweg), Reigerstraat.
Dudok was verantwoordelijk voor een groot deel van de woningbouw in deze uitbreidingswijk uit de jaren 20 van de 20e eeuw. Een aantal woonblokken heeft de status van rijksmonument.

## Liebergen
Een deel van het gebied wordt aangeduid als de wijk Liebergen. In het Plan Liebergen wordt sinds 2007 gewerkt aan de nieuwbouw van 700 woningen, waarvan 250 volgens de Dudok-revisited-methode, waarbij woningen volgens de architectuur van Dudok worden herbouwd.
De totale investering voor Liebergen bedraagt circa € 150 miljoen. Het grootste deel hiervan zijn investeringen door de corporaties, waarvan Dudok Wonen en Het Gooi en Omstreken het leeuwendeel voor hun rekening nemen. De gemeente investeert € 11 miljoen uit eigen middelen en ruim € 7 miljoen uit het Investeringsbudget Stedelijke Vernieuwing.

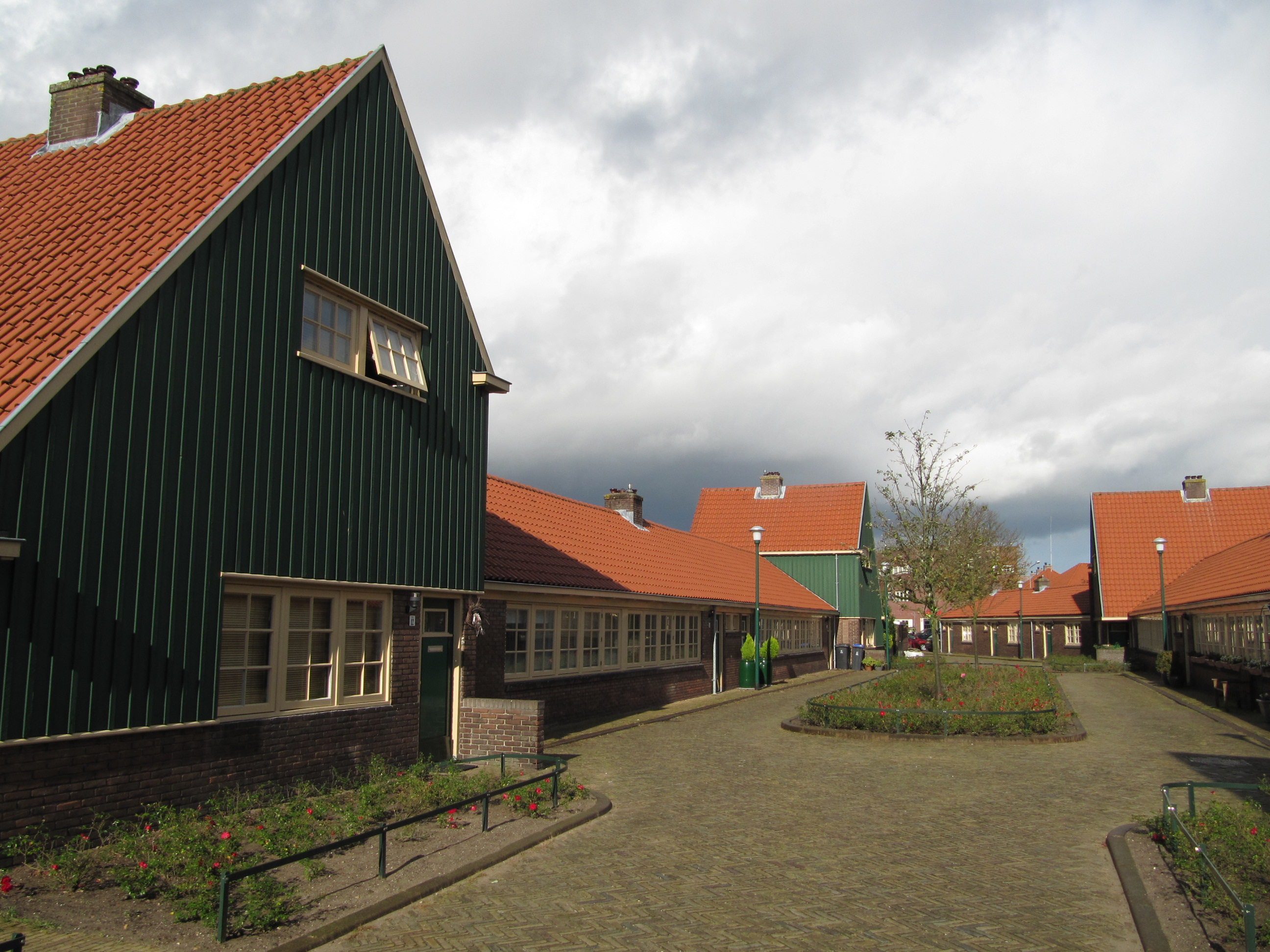
Duivenstraat
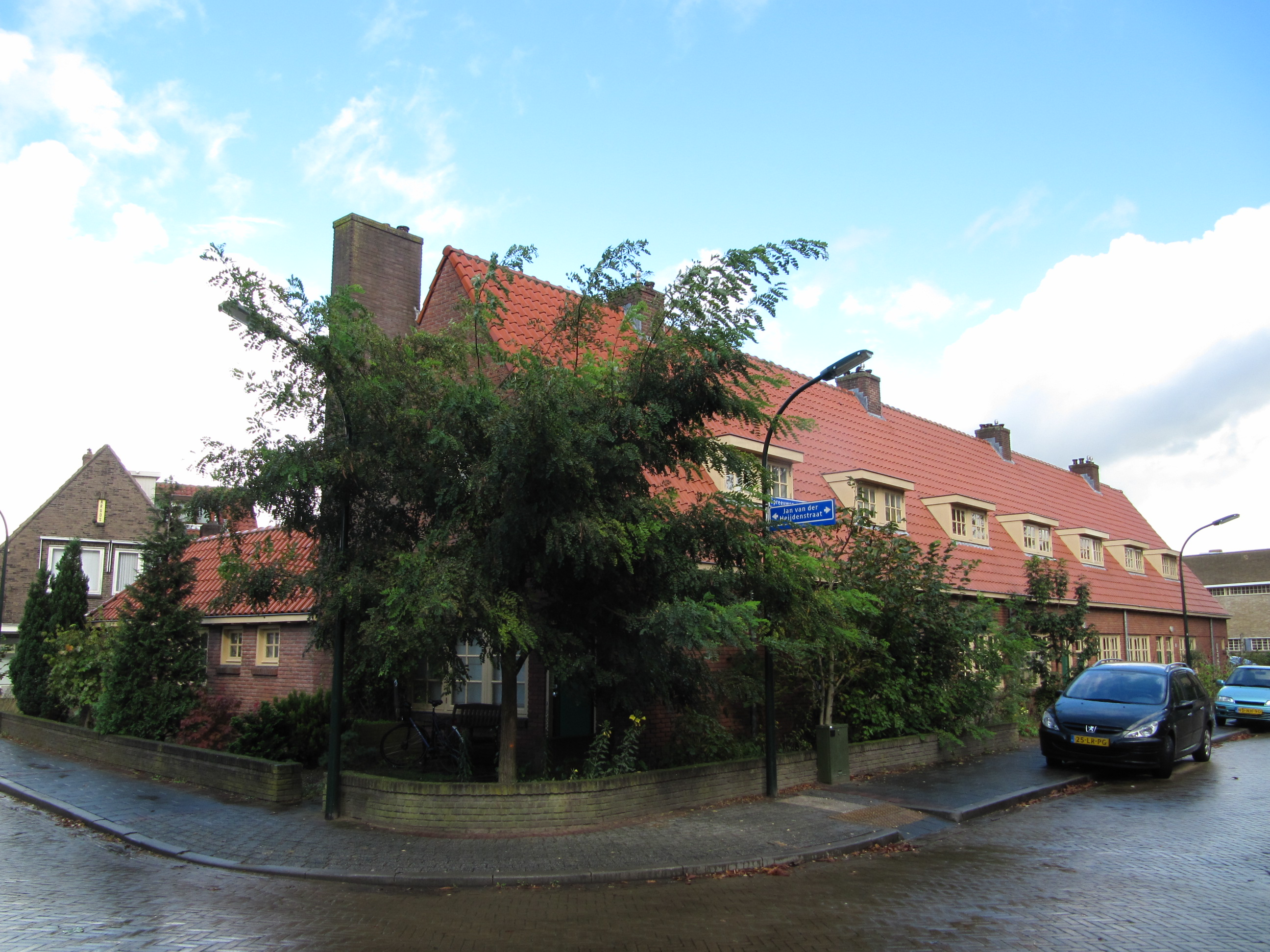
Jan van der Heijdenstraat
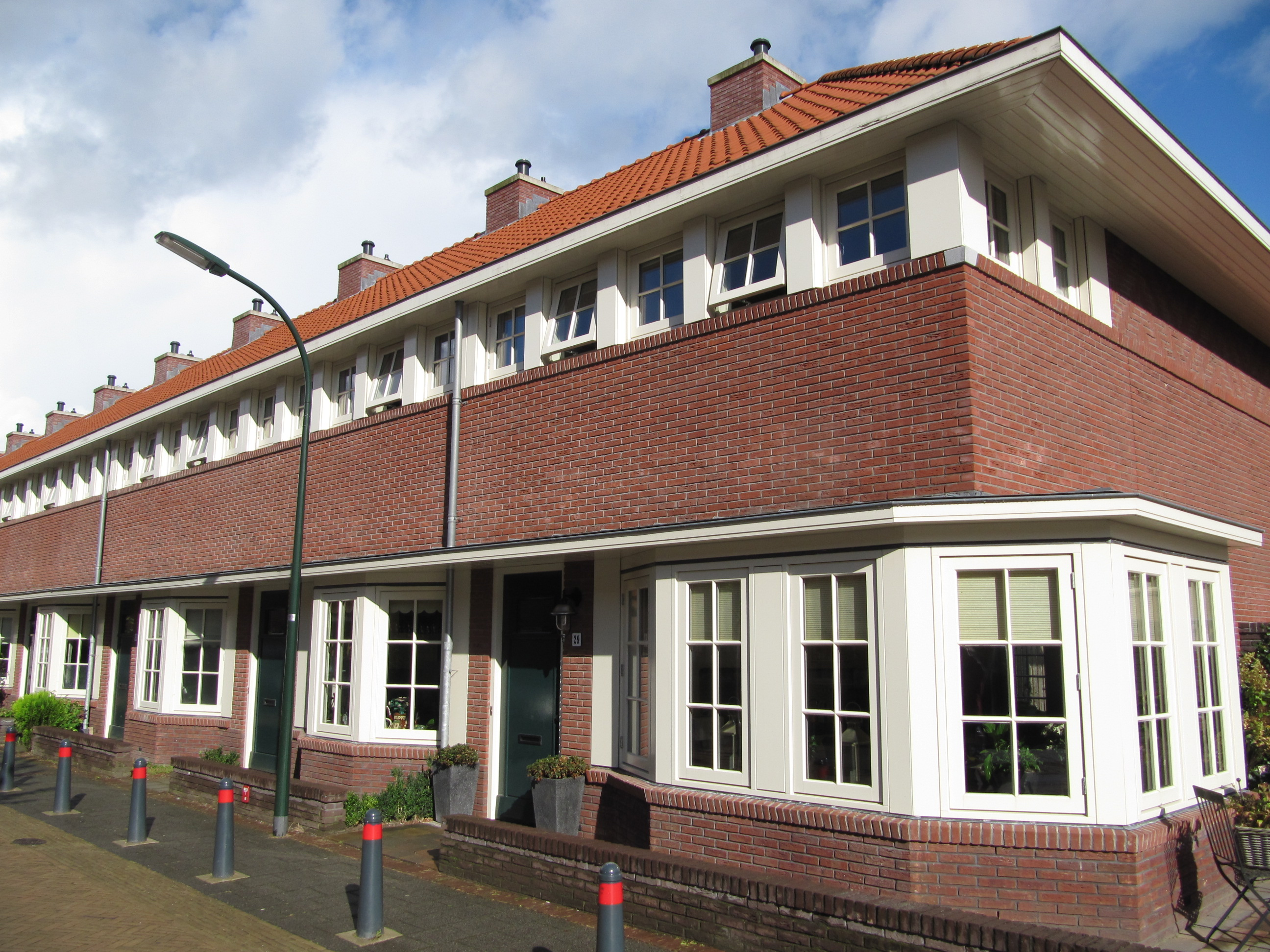
Nieuwbouw in stijl Dudok (Merelstraat)